# Software de sistema do Xbox 360
O Software de sistema do Xbox 360, Painel do Xbox 360 ou mais conhecido pelo termo em inglês Xbox 360 Dashboard é o software atualizável e o sistema operacional do Xbox 360. Anteriormente residia em um sistema de arquivos de 16 MB. No entanto, a partir da Atualização NXE, mais armazenamento tornou-se um requisito, corrigido com um Disco rígido instalado ou uma das revisões posteriores do console com armazenamento flash adequado incorporado ao console. O software do sistema tem acesso a no máximo de 32 MB de memória do sistema, também conhecido como memória de acesso aleatório (RAM). As atualizações podem ser baixadas do serviço Xbox Live diretamente para o Xbox 360 e, posteriormente, instaladas. A Microsoft também fornece a capacidade de baixar atualizações de software do sistema em seu site oficial do Xbox no PC, para em seguida, transferir para a mídia de armazenamento, a partir da qual a atualização pode ser instalada no sistema.
O sistema de jogos do Xbox 360 permite que os usuários baixem aplicativos que aumentam a funcionalidade do painel. A maioria dos aplicativos exigia que o usuário estivesse conectado a uma conta válida Xbox Live Gold para usar os recursos anunciados para o aplicativo fornecido. Mas, a partir da atualização 2.0.16756.0, a maioria dos aplicativos não exige uma Assinatura Xbox Live Gold para acessá-los, embora o aplicativo possa ter sua própria assinatura necessária para poder usá-lo. Com exceção de alguns aplicativos antigos, a Microsoft adicionou parceiros para desenvolver aplicativos para o sistema Xbox 360 desde a atualização New Xbox Experience (NXE) Dashboard lançada em 2008.
Após o sucesso do programa Xbox One preview lançado em 2014, em março de 2015, a Microsoft anunciou o programa Xbox 360 preview ao público.

## Tecnologia

### Interface de usuário
A Microsoft lançou o console Xbox 360 em 22 de novembro de 2005, um ano antes do PlayStation 3 e do Nintendo Wii. Com a vantagem de ser a primeira, a Microsoft pôde experimentar várias opções de personalização para os consoles individuais do consumidor. A capacidade de personalizar a aparência do console com vários temas para se ajustar à frente e aos lados era algo muito diferente para os usuários de console doméstico. No sistema, o Xbox 360 Dashboard tinha a capacidade de ter vários perfis com senha no mesmo console, com cada usuário podendo personalizar o painel para caber exatamente em seu próprio estilo único. Havia temas premium disponíveis para compra no Xbox Live Marketplace, além dos estilos padrão. Originalmente, havia cinco guias ou seções conhecidas como "blades" para o menu do Xbox 360, ou seja, Marketplace, Xbox Live, Jogos, Mídia e Sistema. Na rolagem da esquerda para a direita, cada seção teria um plano de fundo de cor diferente, significando sua própria área exclusiva, mas os usuários também tinham a opção de alterar todas as seções para uma cor de plano de fundo também. Em 2008, no entanto, quando a perspectiva dos jogos mudou drasticamente por causa das competições com o PlayStation 3 e o Wii, foi lançada uma nova versão do Xbox Dashboard chamada New Xbox Experience (NXE), que apresenta grandes mudanças na interface do usuário e em outras funcionalidades. A nova interface do usuário tinha um sistema de navegação semelhante ao do Windows Media Center. Ele continha um novo Live Guide pop-up/in-game, usando uma versão redesenhada da interface "blades", uma interface com guias que apresentava cinco "blades". Além disso, os usuários puderam criar Avatares personalizados, essencialmente mini-personagens de si mesmos. Além disso, a seleção de um avatar agora é exigida pelo serviço Xbox Live. Dois anos depois, a Microsoft lançou uma nova dashboard para o lançamento do Microsoft Kinect, adicionando uma nova interface de usuário com um toque de prata, mas no final de 2011 uma atualização do sistema veio com uma nova interface de usuário completa com um estilo de design Metro inspirada no Windows Phone. Os muitos aprimoramentos incluídos nessa atualização levaram o sistema a uma interface mais modernizada e a recursos aprimorados que impulsionaram o uso de jogos e mídias sociais.

### Recursos multimídia
Enquanto o console Xbox 360 é projetado principalmente para jogar jogos como outros consoles de videogame, ele pode ser usado como um media player também. O Xbox 360 tem capacidades de media center embutidas, por isso é relativamente fácil de configurar. Com o Xbox 360, os usuários também podem copiar vídeos diretamente para o disco rígido ou reproduzir através de uma unidade USB. Existem duas maneiras de assistir a vídeos no Xbox 360. A primeira é baixar vídeos do Xbox Live Marketplace. Alguns desses vídeos estão disponíveis gratuitamente, enquanto outros precisam ser pagos. A Microsoft está no controle dos vídeos que estão disponíveis no Xbox Live Marketplace. A segunda é transmitir vídeos de um PC com Windows Media Center usando o Xbox 360 como um Media Center Extender. Dessa forma, os usuários controlam quais vídeos querem assistir, mas há restrições quanto ao tipo de vídeo que podem ser reproduzidos. Mais especificamente, suporta apenas a reprodução de vídeos DVR-MS, MPEG-1, MPEG-2 e WMV. Cada Xbox 360 pode reproduzir filmes em DVD usando a unidade de DVD integrada, sem necessidade de peças adicionais, embora o usuário possa controlar tudo com um controle remoto opcional. Há outras melhorias na experiência do Xbox 360 em relação ao Xbox original, incluindo a capacidade de melhorar a imagem para que ela pareça melhor. A varredura progressiva é outro recurso da saída de DVD no Xbox 360 que produz uma saída mais suave ao reproduzir filmes em televisões que suportam alta definição, embora o uso de um DVD player dedicado ofereça ainda mais recursos e qualidade de som.

### Compatibilidade com versões anteriores
O software de sistema do Xbox 360 inclui suporte de emulação de software integrado para o sistema de jogo do Xbox original. A emulação de software é obtida com perfis de emulação baixáveis, que requerem um disco rígido. Nem todos os jogos do Xbox original são suportados; a última atualização relatada para a lista de compatibilidade foi em 2007 e o suporte foi descontinuado para adicionar novos títulos. Existem mais de 400 títulos na lista que cobrem a maioria dos títulos de grandes nomes, e como requisito para compatibilidade com versões anteriores, os usuários precisam ter um disco rígido em seu Xbox 360, especificamente um disco rígido oficial da marca Xbox 360 da Microsoft. Em contraste, o sucessor do Xbox 360, o console Xbox One não foi compatível no lançamento, mas depois de aplicar a atualização de sistema "New Xbox One Experience" de novembro de 2015, ele também suporta um seleto grupo de jogos usando um emulador de software similar ao recurso de retrocompatibilidade do Xbox 360. No entanto, também existem diferenças notáveis entre as formas de emulação - ao contrário da emulação do Xbox original no Xbox 360, a emulação no Xbox One dos jogos de Xbox 360 não tem que ser especificamente corrigidas, mas em vez disso, os jogos precisam ser reempacotados no formato do Xbox One.

## Programa Xbox Live Preview
Começando com a NXE Dashboard em novembro de 2008, Larry Hryb (conhecido no Xbox Live como "Major Nelson") e outros membros da equipe abrigaram um novo segmento usando o Microsoft Connect para permitir que os membros da comunidade Xbox Live tivessem uma prévia da próxima dashboard. Pequenas correções de erros e pequenas melhorias não foram incluídas no Programa Preview; limitou-se a grandes lançamentos (NXE, Kinect, Metro) lançados em novembro de alguns anos. Em 2009, o Programa Preview retornou em agosto, em vez de novembro, para uma atualização de verão.
A inscrição de incentivo do Programa Preview começou em março/abril ou agosto/setembro, dependendo de quando um grande lançamento de dashboard estava sendo planejado. Os candidatos foram notificados no prazo de até 2 semanas após a data de inscrição, com o lançamento da nova dashboard no Programa Preview em seus consoles, em até 24 horas após a aceitação. O programa Preview é apenas por convite. Os usuários podem ser convidados por seus amigos usando a página Convidar amigos no aplicativo Xbox Preview Dashboard se os amigos já estiverem no programa. O aplicativo Xbox Preview Dashboard é o local para que os participantes do Preview forneçam feedback sobre o programa, recebam as últimas notícias, alterem as configurações de registro do console e relatem problemas. Se os usuários decidirem que não desejam mais receber atualizações Preview, poderão desativá-las no aplicativo Xbox Preview Dashboard. Todos os detalhes do Programa Preview podem ser encontrados no site oficial do Xbox.

## Histórico das atualizações
A primeira versão do software de sistema do Xbox 360 foi a 2.0.1888.0, lançada em 22 de novembro de 2005, fornecida nos consoles originais do Xbox 360 à venda na época, embora a versão numerada "2.0" estivesse disponível no lançamento do produto. Ao longo dos anos, recebeu atualizações contínuas do software de sistema. Enquanto as primeiras atualizações, como a versão 2.0.4532.0 lançada em 31 de outubro de 2006, adicionaram suporte à saída de vídeo em 1080p e à unidade externa de HD DVD, a versão 2.0.7357.0 lançada em 19 de novembro de 2008 foi a primeira grande atualização do software de sistema. A New Xbox Experience que adicionou muitos recursos novos, incluindo uma GUI completamente reprojetada. Incluía alterações no sistema de menu, apresentando uma vibração de estilo 3D com mais opções e seções, novos efeitos de som (somente menus, sons de notificações permanecem os mesmos), suporte para resoluções 1440×900 e 1680×1050 16:10 (letterbox) em VGA, HDMI e ao usar DVI, bem como a capacidade de pré-visualizar temas antes de os definir, desativar notificações (novas mensagens, pedidos de chat, etc.) ou silenciar o som de notificação e mudar para o teclado QWERTY em vez do teclado alfabético.
As atualizações subsequentes do software de sistema após essa atualização principal continuaram adicionando (embora geralmente numericamente menores) novos recursos ou fazendo outras alterações, incluindo correções de bugs. Um exemplo dos novos recursos introduzidos na versão 2.0.8498.0 lançada em 11 de agosto de 2009 foi a adição do Display Discovery para permitir que o console substituísse as configurações de fábrica para resoluções HDTV e taxas de atualização, bem como descobrir a melhor resolução e taxas de atualização possíveis a HDTV é capaz de exibir (somente HDTVs selecionadas). A versão 2.0.12611.0 lançada em 1 de novembro de 2010 também adicionou recursos como a capacidade de instalar atualizações de jogos no HDD (somente jogos selecionados) e uma atualização visual para incorporar elementos do estilo de design Metro da Microsoft. Ela também apresentava uma nova animação da tela de inicialização com fitas e o orbe do Xbox 360 redesenhados. Novo esquema antipirataria 2.5 para jogos recém-lançados também foi adicionado nesta versão, mais tarde atualizado para antipirataria 2.6 na versão 2.0.13599.0 lançada em 19 de julho de 2011. A versão 2.0.14699.0 lançada em 6 de dezembro de 2011 introduziu um novo design de interface e uma nova visão sobre uma plataforma que teve mais de meia década de alterações e aprimoramentos. Os lançamentos após a versão 2.0.16197.0 lançada em 16 de outubro de 2012 eram normalmente menores, geralmente correções de bugs ou como uma atualização obrigatória que se preparava para o crescimento subsequente do serviço. A última atualização de software disponível é a versão 2.0.17559.0, lançada em 12 de novembro de 2019. Desde então, existem muitos rumores sobre uma possível última atualização de software do Xbox 360, na qual, supostamente, pode retirar os serviços Online (Xbox Live) do console, assim encerrando o clico de vida do Xbox 360 completamente. Muitos acreditam que esta suposta atualização pode ser lançada em algum momento do ano 2025, ano em que o videogame completa seus 20 anos e o ano máximo em que o relógio do console chega, todavia, não se tem nenhuma confirmação por parte da Microsoft se esta atualização virá a existir, sendo apenas um rumor.

### Outras plataformas de jogos da Microsoft
- Software de sistema do Xbox One, sistema operacional para o console de videogame doméstico de oitava geração, Xbox One

Outras plataformas de jogos da oitava geração:
- Software de sistema do Nintendo 3DS, um conjunto de versões de firmware atualizáveis e frontend de software na família Nintendo 3DS de consoles de videogame
- Software de sistema do PlayStation 4, o firmware atualizável e o sistema operacional do PlayStation 4
- Software de sistema do PlayStation Vita, o firmware oficial e atualizável e sistema operacional para o PlayStation Vita e PlayStation TV (conhecido na Ásia como PlayStation Vita TV)
- Software de sistema do Wii U, a versão oficial do firmware e o sistema operacional do console de jogos Wii U da Nintendo.
- Software de sistema do Nintendo Switch, a versão oficial do firmware e o sistema operacional para console de jogos Nintendo Switch

Outras plataformas de jogos da sétima geração:
- Software de sistema do Nintendo DSi, um conjunto de versões de firmware atualizáveis e uma interface de software no console de jogos eletrônicos Nintendo DSi (incluindo a sua variante XL)
- Software de sistema do PlayStation 3, o firmware atualizável e o sistema operacional da PlayStation 3
- Software de sistema do PlayStation Portable, o firmware oficial do PlayStation Portable
- Software de sistema do Wii, um conjunto de versões de firmware atualizáveis e uma interface de software no console de videogame Wii